# Dakubetede
De Dakubetede of Applegate waren een indiaans volk dat oorspronkelijk in drie dorpen aan de Little Applegate River in de staat Oregon in de Verenigde Staten woonde.
Zij spraken een dialect van het Galice-Applegate, een Athabaskische taal. In de jaren 1850 werden ze verdreven door blanke goudzoekers, milities, vigilantes en het Amerikaanse leger, en in 1856 werden ze in het Siletzreservaat gevestigd. Daar gingen ze al snel op in andere volken. De Dakubetede verbouwden tabak, visten op zalm, joegen op wild en verzamelden eikels en bessen. Ze waren bekwame mandenvlechters.